# Encrassement biologique
 (novembre 2008).
Si vous disposez d'ouvrages ou d'articles de référence ou si vous connaissez des sites web de qualité traitant du thème abordé ici, merci de compléter l'article en donnant les références utiles à sa vérifiabilité et en les liant à la section « Notes et références ».

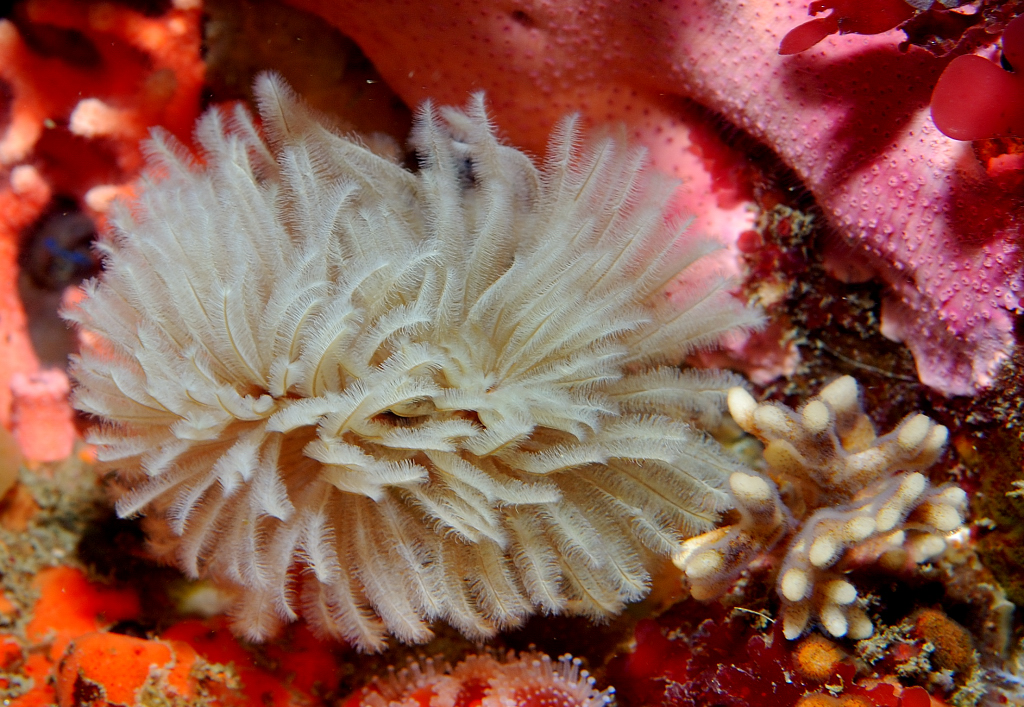
Vers tubicoles, éponges, algues, actinies et autres organismes dans les eaux de Redwood City, États-Unis.

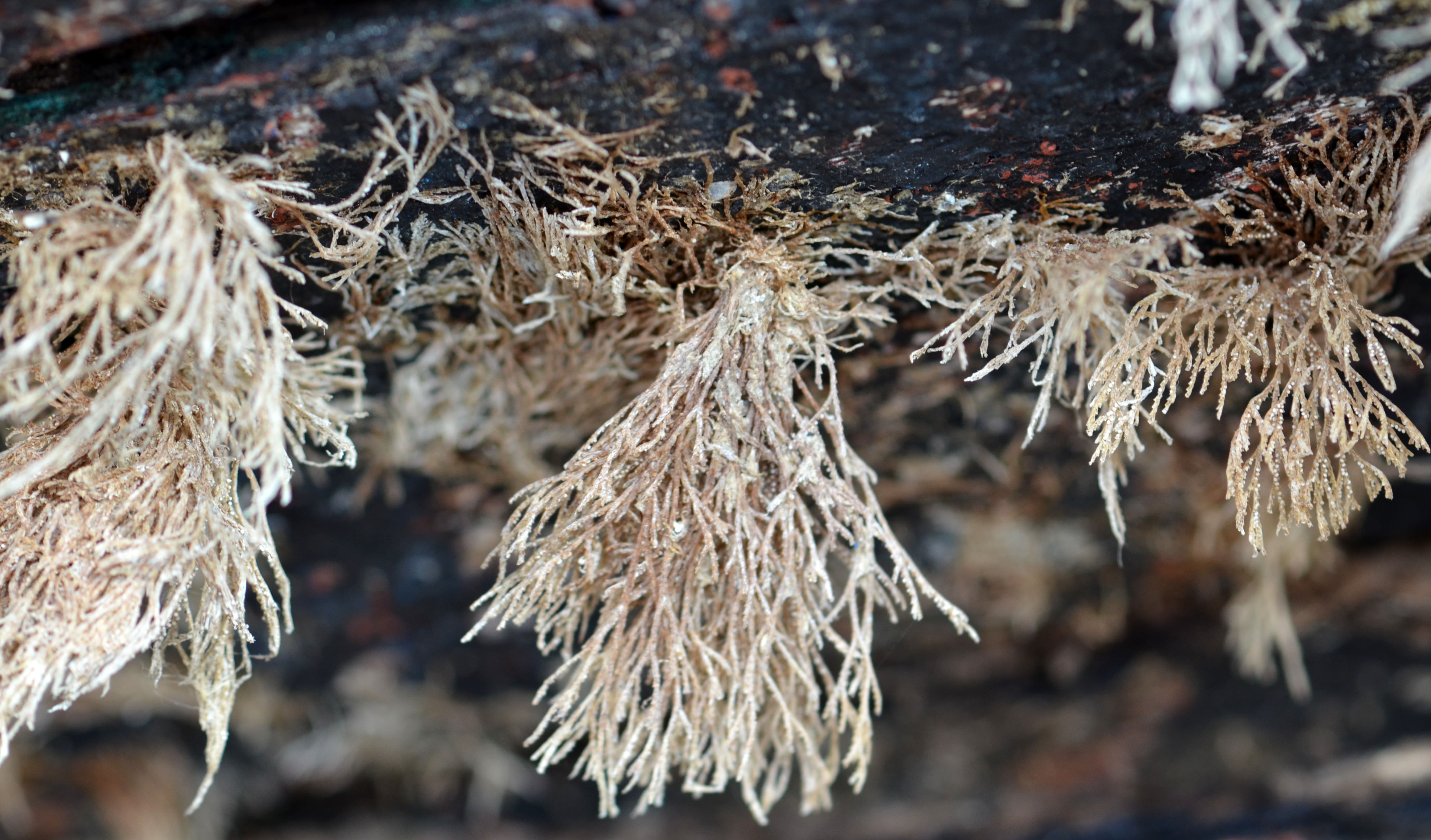
Biofouling mort, sous la coque d'un bateau de pêche en bois mis au sec pour carénage et rénovation (Bretagne France)

L’encrassement biologique ou bio-encrassement (anglais biofouling) est la formation d'une couche gênante d'êtres vivants sur une surface artificielle en contact permanent ou fréquent avec de l'eau,.
Il peut s'agir d'une surface immergée (ex : coque de bateau, chaine immergée, bouée, corps-mort, etc. colonisés par des organismes marins) ou contenant de l'eau (ex : intérieur d'un tuyau ou d'une vanne ou d'un système de filtration par exemple colonisé par Plumatella rugosa, Fredericella indica, Cordylophora caspia ou Paludicella articulata, face interne d'une vitre d'aquarium, etc.).
Ce phénomène s'observe surtout dans le milieu marin, où le périphyton est naturellement relativement divers et abondant, mais se retrouve, bien qu'en moindres proportions, en milieu dulcicole.
Des traitements mécaniques (brossage, grattage) et/ou chimiques (« antifouling », biocides) sont utilisés pour limiter ce phénomène. Le fait de faire régulièrement passer un bateau d'une zone salée à une zone d'eau douce et inversement permet de limiter l'encrassement.

## Description
L'encrassement biologique (biofouling) peut être constitué, sur une même zone, de centaines d'espèces différentes d'êtres vivants. Une partie du plancton, constitué de larves d'invertébrés (porifères, cnidaires, bivalves, brachiopodes, tuniciers, urochordés, vers tubicoles...), de végétaux et de bactéries finira par devenir sessile, c'est-à-dire ancrée sur le substrat (fond de sable, vase, roche) ou sur un support convenable (autre animal ou autre végétal, sessile ou non, mort ou vivant, récif artificiel dû à des constructions humaines...etc) pour :
- soit y être ancré définitivement (Certaines algues et plantes aquatiques, foraminifères, Eponges, coraux, quelques hydraires, tuniciers, vers tubicoles, balanes, pouce-pieds...etc). Ces êtres vivants sont appelés épibiontes. La plupart du temps, si l'on retire l'épibionte de son substrat et que l'on le laisse en pleine eau, il ne se raccroche pas de nouveau à un substrat et finit par dépérir, à la merci des prédateurs.

- soit y être accroché mais tout en pouvant se déplacer, bien que lentement, que ce soit sur le substrat ou, dans certains cas, en pleine eau (Bivalves, brachiopodes, actinies…). Ces êtres vivants, s'ils sont enlevés de leur substrat initial et laissés en pleine eau, peuvent, s'ils rejoignent de nouveau un substrat, s'y accrocher et y vivre normalement.

La formation de biofilms est la première étape de l'encrassement.

### Cas particuliers
- Les cnidaires possédant une phase polype/phase méduse : la larve du cnidaire (Planula) retombe sur le substrat et devient un polype sessile : le polype se divise (Bourgeonnement) en plusieurs petits disques : une fois libérés, ils deviendront autant de petites méduses, qui, une fois adultes, se reproduiront et recommenceront le cycle.

- Certaines espèces animales, végétales et autre n'attendent pas toujours de lâcher du sperme et des œufs dans l'eau qui, une fois fécondés, donneront des larves planctoniques qui se fixerons au substrat; si cet être vivant se casse pour une raison ou pour une autre, le "membre" sectionné dérivera dans l'eau jusqu'à ce qu'il finisse sur un substrat ou il se fixera et donnera un individu à part (Ou une nouvelle colonie dans le cas d'animaux coloniaux). c'est le cas de certains cnidaires, comme le corail fouet, ou de certaines algues, comme les caulerpes.

- Certains dépôts sont dus à des espèces introduites et devenues invasives (ex : Cordylophora caspia) ou qui trouvent (par exemple dans des effluents industriels riches en nutriments les conditions d'une pullulation (ex : Péritriches).

- Des études portent sur la colonisation de certains matériaux (ex : surfaces de ciments immergés en eau de mer ou en eau douce[4]) et sur leurs conséquences éventuelles sur la durée de vie de ces matériaux.

## Rôle de l'encrassement biologique dans la nature
Le biofouling constitue une part importante dans l’écosystème marin et dulcicole. Les constituants biologiques du phénomène sont autant d’écosystèmes, de refuges, de garde manger et d’éléments symbiotiques pour de nombreuses espèces aquatiques :
- Une grande partie du plancton est constitué de larves d’espèces sessiles et de spores d’algues, elles-mêmes lâchées par des constituants des communautés de l'encrassement ;
- La grande majorité des constituants biologiques sont des filtreurs planctonivore, et dépendent donc de cette ressource pour survivre ;
- Les récifs organiques sont dus au biofouling : Les récifs de coraux d’eaux chaudes ou froides, les fonds coralligènes en Méditerranée, les récifs d’éponges, de vers tubicoles, de cyanobactéries, d’huitres, etc., sont autant de constructions organiques causées par le biofouling (voir récif) ;
- De très nombreuses espèces du dépôt vivent en association, que ce soit entre elles (Plusieurs espèces d’éponges s’associent avec d’autres, ou avec des tuniciers ou des cnidaires ; de nombreuses algues et plantes Alismatales s’associent entre elles… etc. On appelle cela l’episymbiose) ou avec des espèces non sessiles. (les exemples sont pratiquement innombrables mais l’on peut citer : Le poisson clown ou certaines crevettes avec des actinies ; quelques éponges avec des crevettes sociables ; de nombreux êtres vivants épibiontes qui vivent fixés sur le corps ou la coquilles de certaines espèces animales… etc). En milieu marin tropical, chez les coraux par exemple, la symbiose avec des algues zooxanthelles permet de pallier le problème majeur de la carence de plancton dû à la température des eaux. Certains êtres vivants peuvent être des parasites, parfois potentiellement mortels leurs hôtes. L’éponge clione, par exemple, peut se fixer sur la coque de certains mollusques bivalves, la transpercer et tuer l’animal.

De manière plus générale, des espèces animales et végétales dont le stade juvénile est planctonique peuvent se fixer sur le corps d’animaux, fixés ou non, et de manière symbiotique ou non. Il n’est pas rare de trouver sur les coquilles et corps de mollusques, crustacé, tortues marines ou mammifères marin (pour ne citer que ces groupes taxinomiques) des balanes, pouce pieds, vers tubicoles calcaires, bivalves (y compris sur la coquille d’espèces de bivalves de taille plus grande), cnidaires (Les actinies, mais aussi certains hydrozoaires qui ne se fixent que sur la coquille de certaines espèces de mollusque gastéropodes, utilisés par des bernards l’hermites, en sont un bon exemple) algues, bryozoaires… etc.

### L'encrassement biologique et l'homme
L'introduction d'espèces aquatiques envahissantes dans de nouveaux milieux par le biais des navires représente une grande menace pour les océans et la biodiversité. Les eaux de ballast ou la coque des navires transportent des espèces qui peuvent survivre au voyage et se reproduire dans le milieu hôte. Elles deviennent alors envahissantes en se développant plus vite que les espèces indigènes. Avec l'accroissement du volume du trafic, la question des espèces envahissantes ainsi transportées amène un problème en croissance et prend déjà des proportions inquiétantes dans de nombreuses régions du globe.
Ces espèces provoquent une destruction considérable de la biodiversité et des précieuses ressources naturelles desquelles les populations sont tributaires. À cela s'ajoutent des retombées économiques très négatives sur les secteurs dont les activités reposent sur l’exploitation du milieu marin et du littoral, telles que le tourisme, l'aquaculture et la pêche. De plus, l'encrassement cause dégâts matériels aux infrastructures telles les prises d'eau potable, les quais, les ponts, etc.
En vue de prévenir le transfert d'espèces envahissantes, la Convention des Nations unies sur le droit de la mer fournit un cadre légal international, en prescrivant que les États doivent œuvrer à prévenir, réduire et maîtriser la pollution du milieu marin résultant des activités de l'homme, y compris l'introduction intentionnelle ou accidentelle en une partie du milieu marin d'espèces nuisibles ou allogènes. L'Organisation maritime internationale coordonne les efforts déployés à l'échelle internationale pour traiter la question du transfert d'espèces aquatiques envahissantes par le biais des transports maritimes.
Le bio-encrassement est également le fait d'espèces bactériennes locales ou exotiques qui peuvent affecter la qualité de l'eau potable. Le chlore et les chloramines servent de biocides, afin de réduire l'encrassement biologique dans les tours de refroidissement à l'eau et les systèmes de refroidissement des centrales électriques de même que dans les ateliers de fabrication des métaux, des peintures, les usines pétrochimiques et les usines de dessalement. La chloration supprime aussi les films biologiques et les algues, les bactéries et leurs excrétions extracellulaires ou détruit les hydraires, les anatifes, les moules, les myes et les huîtres à la hauteur des prises d'eau.

## Galerie

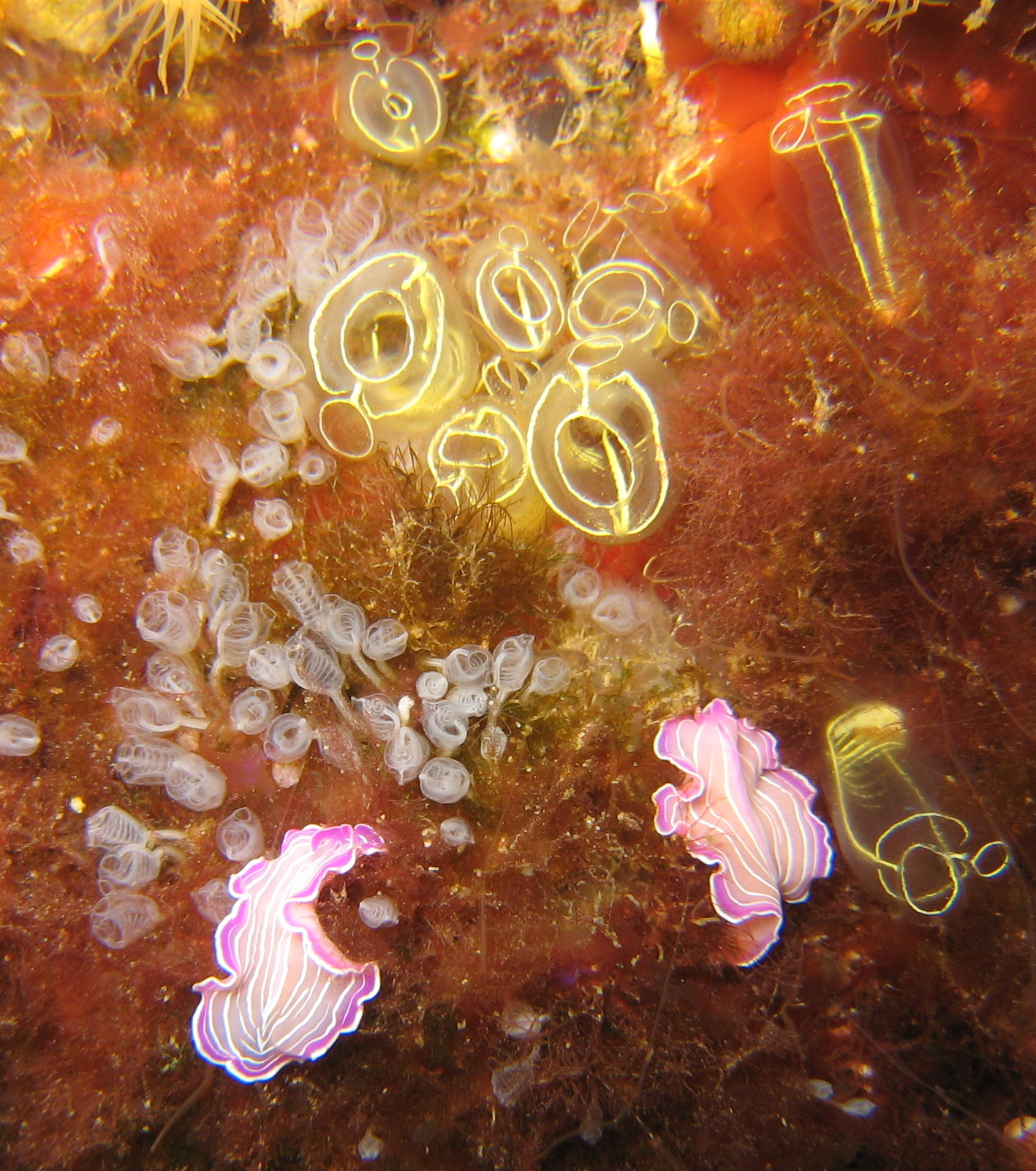
Clavelina lepadiformis (gros tuniciers jaunes) avec Clavelina nana (petits tuniciers transparents), algues, actinies, hydrozoaires, et deux planaires roses Prostheceraeus giesbrechtii (non sessile)
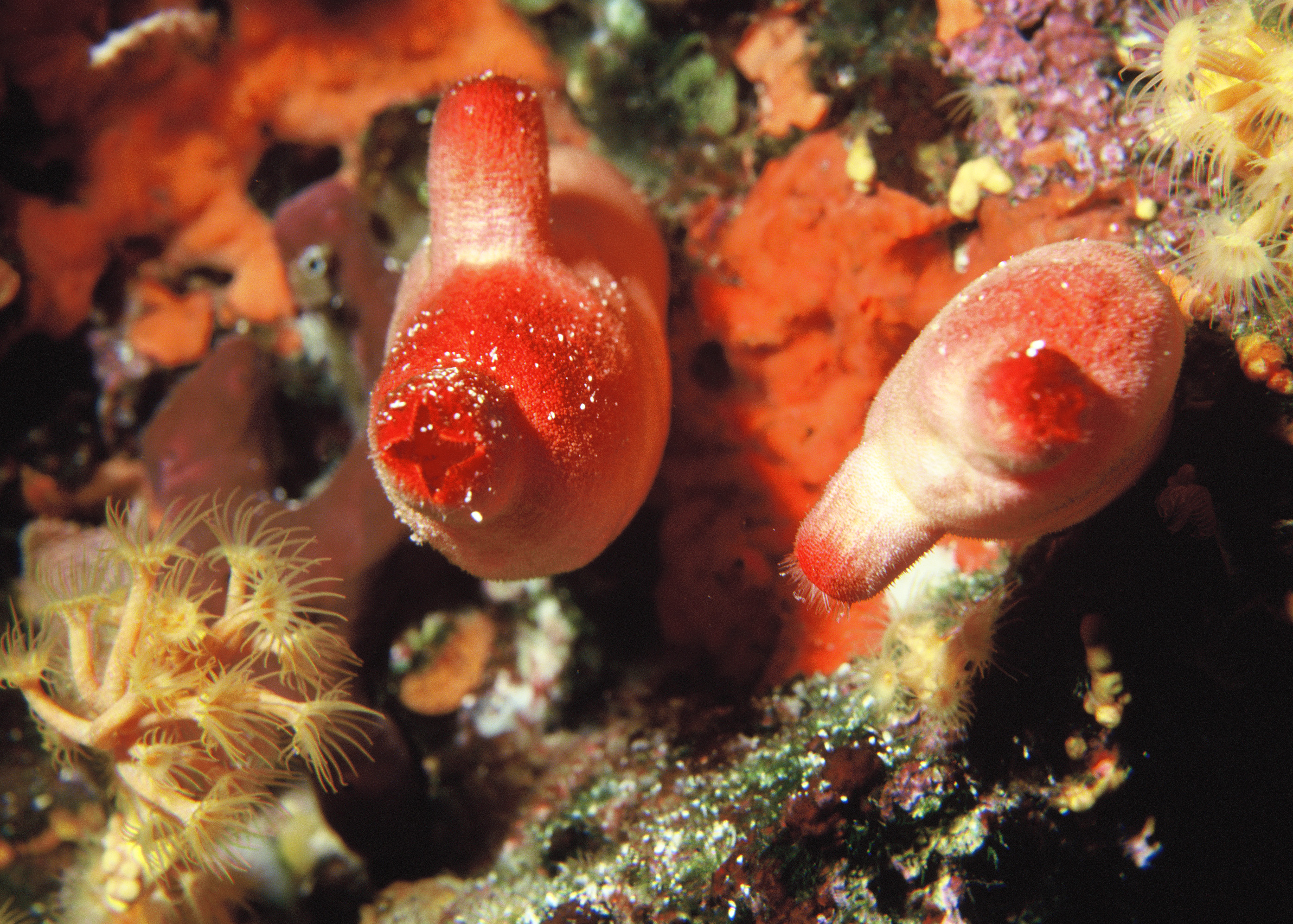
Tunicier Halocynthia papillosa, actinies, éponges, corralligènes, peut être des ascidies coloniales.
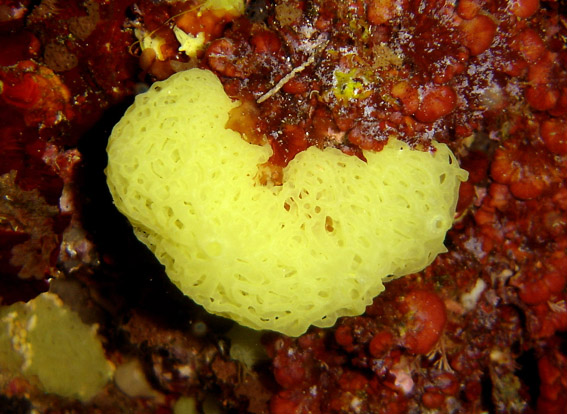
Ici, sur un fond corralligène en Croatie : éponge Clathrina clathrus, corralligènes, autres éponges, hydrozoaires...
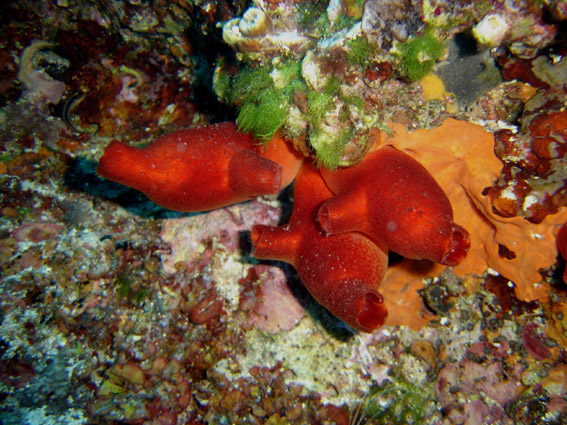
Idem ici : Tunicier Halocynthia papillosa, éponges, corralligènes, algues vertes, hydrozoaires, dent de chien.
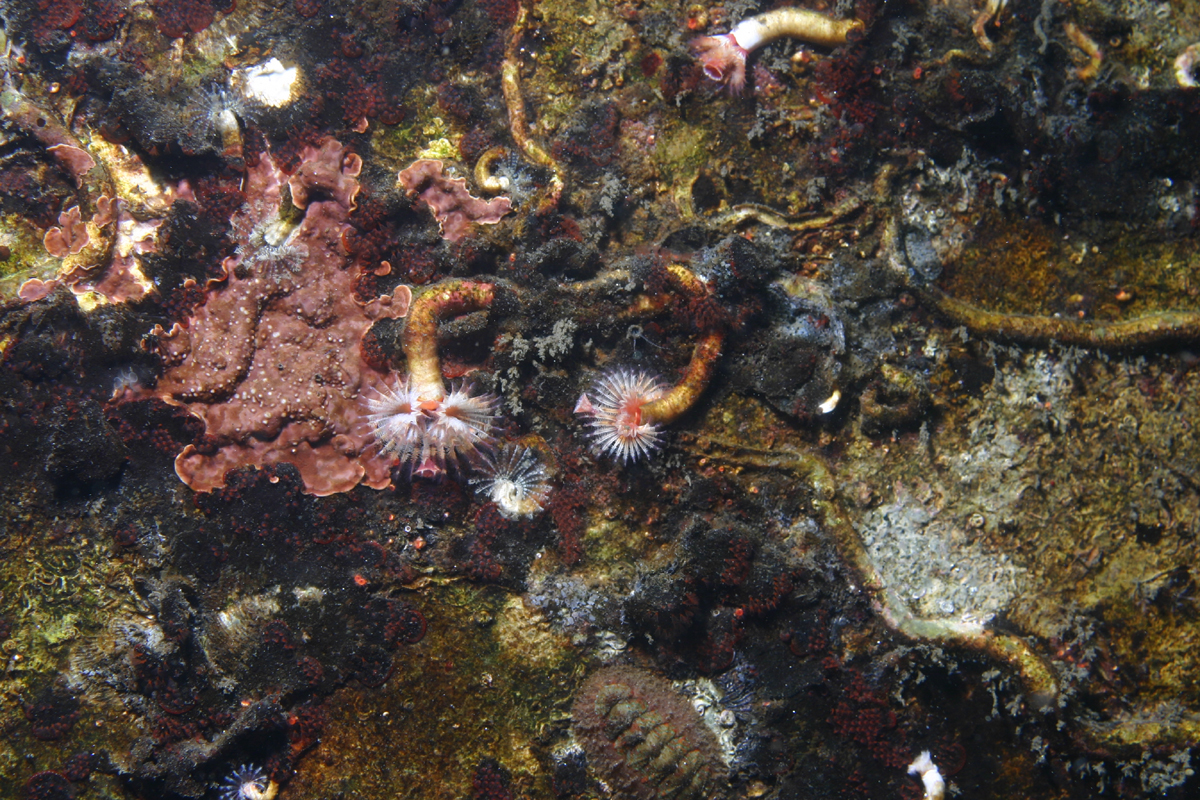
Ici : des vers tubicoles Serpula vermicularis, des algues corralligènes encroûtantes, un chiton (Non epibionte) des hydrozoaires minuscules...
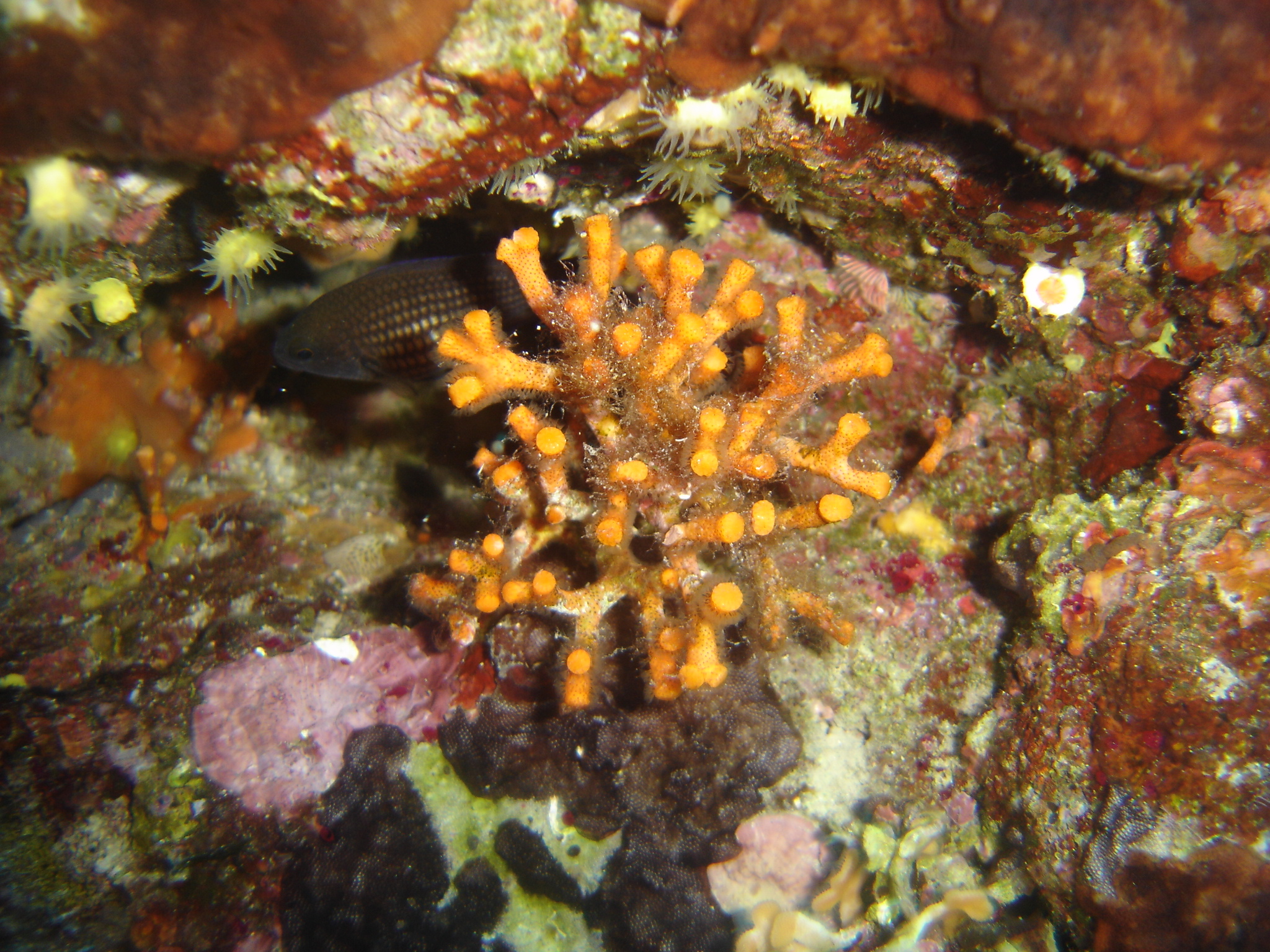
En milieu tempéré, y compris en Méditerranée (Ci contre) les dépôts biologiques sont très diversifiés, concentrés et nombreux. Sur cette photo prise sur un fond corralligène, on peut y voir : Plusieurs espèces de bryozoaire (Ramifié au centre, divers encroûtants), des actinies, des algues corralligènes encroûtantes, des éponges et des hydrozoaires (Ramifications transparentes blanchâtres entourant le bryozoaire jaune). Notez aussi la castagnole Chromis chromis réfugié dans la cavité en arrière-plan (non sessile)
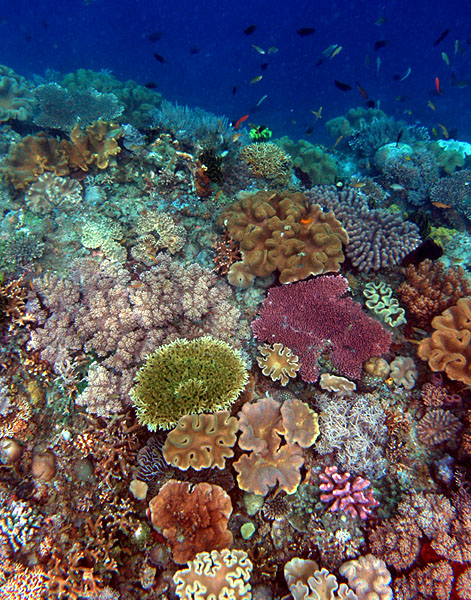
Ce cliché pris dans les eaux du Timor montre bien ici la diversité des communautés coralliennes que l'on peut retrouver au sein des mers tropicales du globe.
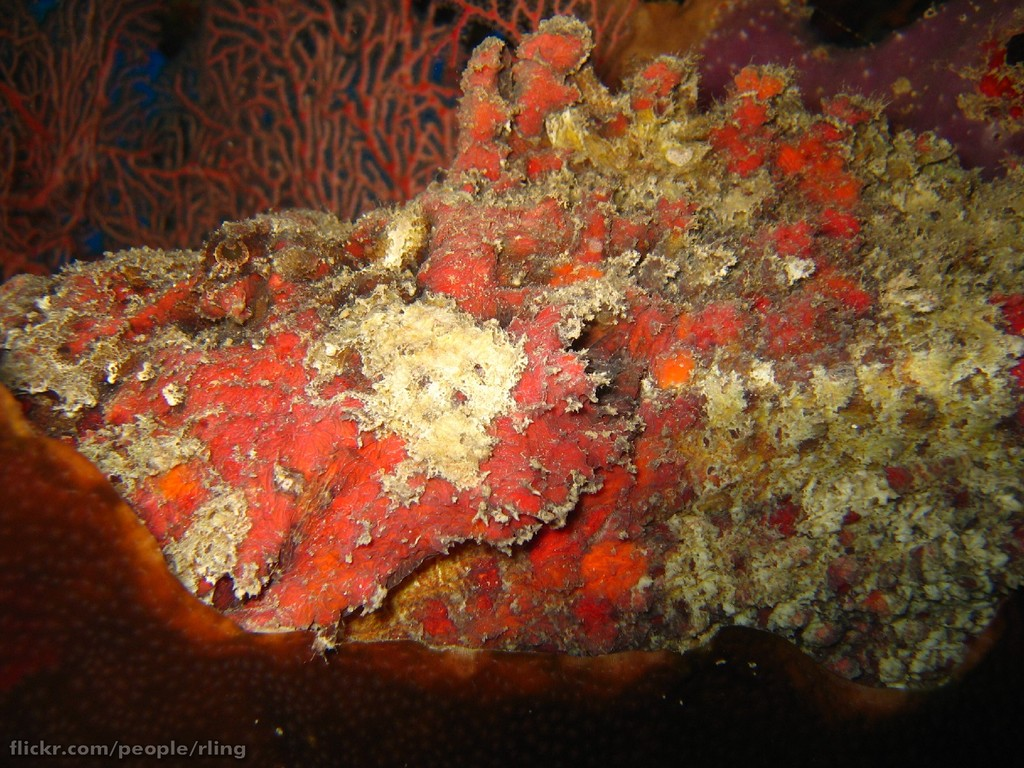
Les épibiontes peuvent aussi servir de camouflage pour de nombreuses espèces; ce poisson pierre, dont la peau et les excroissances imitent des incrustations et des ramifications d'organismes épibiontes, peut ainsi passer inaperçu aux yeux des proies dont il se nourrit.